# Disposable Teens
Disposable Teens (englisch etwa für Wegwerf-Kinder) ist ein Lied der US-amerikanischen Rockband Marilyn Manson. Der Song ist die erste Singleauskopplung ihres vierten Studioalbums Holy Wood und wurde am 23. Oktober 2000 veröffentlicht.

## Inhalt
Disposable Teens kann als Hymne der rebellierenden Jugend gegen den revolutionären Idealismus der Generation ihrer Eltern gesehen werden. Dabei stehen vor allem Außenseiter im Fokus, denen von Kindheit an das Gefühl gegeben wurde, weniger wert zu sein oder die Erwartungen nicht zu erfüllen. Marilyn Manson singt den Text aus der Perspektive des lyrischen Ichs und übernimmt dabei die Rolle eines Außenseiters, der nach Rache sinnt (“Don’t be surprised when we destroy all of it.” – englisch für „Seid nicht überrascht, wenn wir alles zerstören.“). Dies kann als Anspielung auf den Amoklauf an der Columbine High School von 1999 verstanden werden, bei dem die Schüler Eric Harris und Dylan Klebold 13 Personen und sich selbst erschossen. Einige Zeilen des Songs sind zudem angelehnt an das Lied Revolution von den Beatles.

“And I’m a black rainbow, and I’m an ape of god

I’ve got a face that’s made for violence upon

And I’m a teen distortion, survived abortion

A rebel from the waist down

[…]

We’re disposable teens”

## Produktion
Der Song wurde von dem US-amerikanischen Musikproduzenten Dave Sardy zusammen mit Marilyn Manson selbst produziert. Als Autoren fungierten die Marilyn-Manson-Mitglieder Marilyn Manson, Twiggy Ramirez und John 5.

## Musikvideo
Bei dem zu Disposable Teens gedrehten Musikvideo führte der US-amerikanische Regisseur Samuel Bayer Regie. Es verzeichnet auf YouTube über 25 Millionen Aufrufe (Stand Dezember 2020).
Zu Beginn des Videos steigt Marilyn Manson langsam aus einem schwarzen See empor. Anschließend ist er in einem Bischofskostüm zu sehen, während hinter ihm ein Affe an einem Kreuz klettert. Weitere Szenen zeigen ihn als menschliche Servierplatte, auf der das letzte Abendmahl, an dem auch der Affe teilnimmt, serviert wird. Zudem spielt die Band das Lied vor Publikum, wobei Sicherheitskräfte, die mit Schilden und Schlagstöcken in Form von Kreuzen bewaffnet sind, dazwischen stehen. Gegen Ende des Videos lehnen sich die Zuschauer gewaltsam gegen die Sicherheitsleute auf.

## Single

### Covergestaltung
Der Song wurde in zwei verschiedenen Versionen als Single veröffentlicht. Das Cover der ersten Version zeigt einen menschlichen Embryo mit geschlossenen Augen, der an ein Kreuz gebunden ist. Der Hintergrund ist grünlich gehalten und unten rechts im Bild stehen die Schriftzüge Marilyn Manson sowie Disposable Teens in Schwarz bzw. Weiß. Das zweite Cover zeigt dasselbe Motiv, jedoch ist der Hintergrund gelblich gehalten und die Schriftzüge Marilyn Manson sowie Disposable Teens (diesmal beide in Schwarz) befinden sich links unten im Bild.

### Titellisten
Version 1
1. Disposable Teens – 3:01
2. Working Class Hero (John Lennon Cover) – 3:42
3. Diamonds & Pollen – 3:55

Version 2
1. Disposable Teens – 3:01
2. Five to One (The Doors Cover) – 4:22
3. Astonishing Panorama of the Endtimes – 3:59

### Chartplatzierungen
Disposable Teens stieg am 6. November 2000 auf Platz 64 in die deutschen Charts ein und konnte sich drei Wochen in den Top 100 halten. Die höchsten Platzierungen erreichte die Single mit Rang sechs in Spanien, Position sieben in Italien und Platz zwölf im Vereinigten Königreich. Dagegen konnte der Song sich in den Vereinigten Staaten nicht platzieren.
| ChartsChartplatzierungen     | Höchstplatzierung | Wochen |
| ---------------------------- | ----------------- | ------ |
| Deutschland (GfK)            | 64 (3 Wo.)        | 3      |
| Schweiz (IFPI)               | 73 (2 Wo.)        | 2      |
| Vereinigtes Königreich (OCC) | 12 (3 Wo.)        | 3      |